# La Granjilla de La Fresneda
La Granjilla de La Fresneda, conocida actualmente como La Granjilla, e históricamente como parque de La Fresneda, fue diseñada por Juan Bautista de Toledo en los terrenos del antiguo poblado de La Fresneda, perteneciente al término municipal de El Escorial, en la Comunidad de Madrid (España). En su calidad de arquitecto real, Juan Bautista la concibió como un coto cerrado para recreo de Felipe II y de los monjes jerónimos del monasterio de El Escorial. Fray José de Sigüenza la describe como un parque que evoca el Paraíso. 
Actualmente es un conjunto histórico, situado en una finca histórica de 148 hectáreas. Estuvo íntimamente vinculada al monasterio de El Escorial y formó parte de la denominada Gran cerca de Felipe II, dentro de la cual se encontraban diferentes espacios naturales y urbanos, utilizados por el monarca para efectos recreativos y cinegéticos. 
Se localiza a una distancia de unos tres kilómetros del núcleo urbano escurialense, a través de la carretera M-505. El paraje posee un importante patrimonio natural, histórico y artístico. En él se halla un notable palacio de estilo herreriano, edificado por orden de Felipe II en el siglo XVI para su uso personal, alrededor del cual se extienden distintos jardines renacentistas y estanques, trazados con un concepto muy similar al de la Casa de Campo, en la ciudad de Madrid. El conjunto monumental se completa con un convento (la Casa de los Frailes y la Torre de Avendaño) y una iglesia (San Juan Bautista, iglesia parroquial de La Fresneda).
La Granjilla de La Fresneda está declarada Bien de Interés Cultural por la Comunidad de Madrid y Sitio de Interés Histórico Natural por el Ayuntamiento de El Escorial. La finca está integrada dentro de la Ruta Imperial de la Comunidad de Madrid, un itinerario turístico promocionado por la Consejería de Cultura y Turismo de esta región, que recorre diferentes municipios que estuvieron relacionados con el camino seguido por Felipe II, en sus desplazamientos desde Madrid hasta el monasterio de San Lorenzo de El Escorial.

## Historia

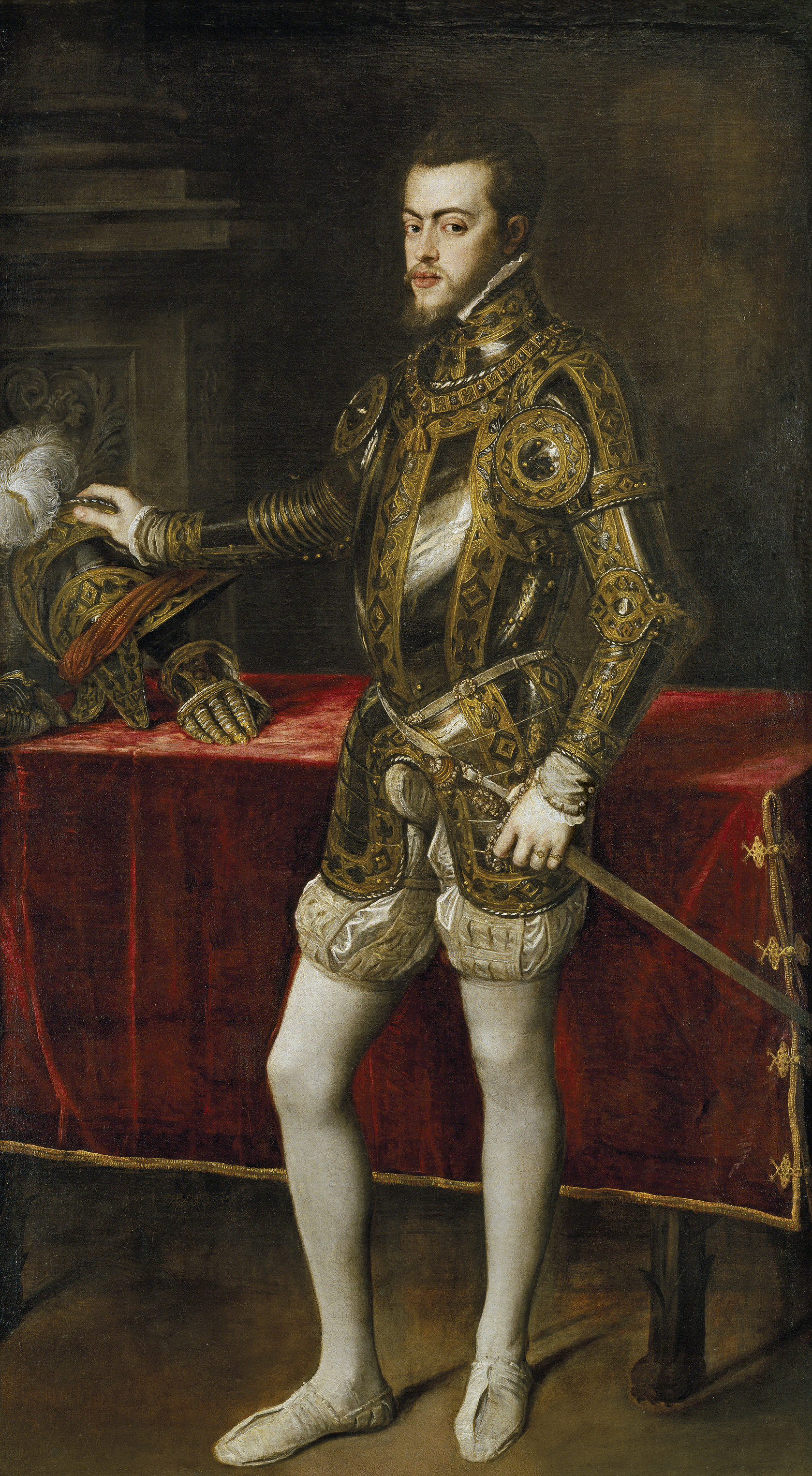
Felipe II, por Tiziano. El rey concibió el monasterio de San Lorenzo de El Escorial dentro de un plan integral de actuaciones territoriales que se extendían por todo el entorno del circo de El Escorial

El monasterio de San Lorenzo de El Escorial, que recibió desde el siglo XVI el calificativo de Octava Maravilla del Mundo, fue construido dentro de un plan integral de actuaciones territoriales, que abarcaban la mayor parte del llamado Circo de El Escorial, custodiado en sus extremos por Las Machotas y Abantos, dos montañas de la sierra de Guadarrama.
En 1562, un año antes de colocarse la primera piedra del Real Monasterio, Felipe II empezó a interesarse por los parajes cercanos a este edificio, con la intención de adquirir terrenos, destinados a un doble objetivo: su explotación agropecuaria y cinegética —aspecto que resultaba clave para el mantenimiento de la comunidad monacal y cortesana que residía en el monasterio— y su utilización como lugar de recreo. 
Dentro de estas tierras, figuraban algunas áreas urbanas de pequeñas dimensiones, como el antiguo poblado de La Fresneda y la aldea de El Escorial (cuya grafía, en el siglo XVI, era Escurial o Scurial). Ambas fueron objeto de una planificación urbanística, impulsada por el rey y ejecutada por su arquitecto, Juan Bautista de Toledo, autor del proyecto inicial del monasterio (acabado, tras su muerte, por Juan de Herrera). A ello se añadió la ordenación territorial de los parajes naturales colindantes, a partir de un planteamiento de naturaleza urbanizada, acorde con el gusto de la época.
Sobre el reducido caserío de La Fresneda se construyó un conjunto monacal y palaciego, que aprovechó parcialmente algunos de los edificios primitivos. Los monjes allí instalados desarrollaban actividades agrícolas y ganaderas, siguiendo un modelo de explotación de granjilla, que podría definirse como granja-recreo. Junto con esta función, el recinto cumplía una finalidad de descanso y esparcimiento, tanto para los monjes del monasterio de San Lorenzo de El Escorial como, fundamentalmente, para el rey Felipe II, que lo frecuentaba asiduamente.
En lo que respecta a su regulación, fue creada una figura legal, híbrida de Señorío de Realengo (Real Sitio) y Señorío de Abadengo. Al mismo tiempo, se construyó una Pared Real, denominada La Cerca de Felipe II, para salvaguardar del furtivismo no sólo a La Granjilla de La Fresneda, sino también a otros espacios incluidos dentro de su perímetro, caso del bosque de La Herrería, en las proximidades de El Escorial. La Cerca delimitaba y protegía el Real Sitio de El Escorial, un Territorio Histórico a grandes rasgos coincidente con los actuales términos municipales de El Escorial y de San Lorenzo de El Escorial. Navalquejigo (El Escorial), por ejemplo, quedaba fuera de La Cerca.
El lugar estuvo vinculado a la monarquía española hasta el año 1870, cuando fue segregado en diferentes parcelas (Prado Nuevo, Prado de las Calles y del Río, El Dehesón, Canalejas, Milanillo, Las Radas y Las Radas del Tercio, entre otras), en virtud de la Desamortización de Juan Álvarez Mendizábal y Pascual Madoz y la consiguiente exclaustración de los monjes jerónimos del Real Monasterio de El Escorial. Tales fincas fueron subastadas, incluyendo el núcleo central de La Granjilla (donde se sitúa el conjunto monumental renacentista), que siguió conservando este nombre.
Actualmente se encuentra en manos privadas.

## Descripción

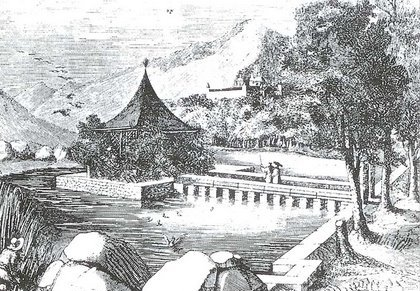
Uno de los estanques de La Granjilla de La Fresneda, en un dibujo de 1862 de Antonio Rotondo

La Granjilla de La Fresneda fue trazada en el siglo XVI por Juan Bautista de Toledo, siguiendo un modelo muy similar al que este mismo arquitecto empleó previamente en la Casa de Campo de Madrid. En el proyecto trabajaron también Juan de Herrera y Gaspar de Vega, maestro de obras de Felipe II. El diseño de los estanques se debió a Pietre Janson y el de los jardines a fray Marcos de Cardona. En la construcción de los estanques también intervinieron numerosos arquitectos e ingenieros, como Pedro de Tolosa, Gonzalo Hernández, Pedro de Saldaya, Alonso Albañil, Justo González y Juanelo Turriano, a quien se le atribuyen la cacera principal, las caceras complementarias y la llamada máquina del agua, que formaban parte de un sofisticado sistema hidráulico de acequias y canalizaciones.
El proyecto fue uno de los más ambiciosos de todos los llevados a cabo en el Real Sitio de San Lorenzo de El Escorial y El Escorial. Para ello, se ejecutaron numerosas y complejas actuaciones, tanto en el plano arquitectónico como en el urbanístico (se transformó artificialmente el entorno natural para generar un nuevo paisaje en consonancia con los gustos renacentistas del momento). 
El conjunto monumental de La Granjilla de La Fresneda ha mantenido fielmente su configuración original hasta la actualidad, si bien, entre 1960 y 1965, la familia Aguirre Borrell, propietaria de la finca, incorporó nuevos elementos en el palacio de recreo. El recinto integra tres construcciones principales, alineadas unitariamente, los jardines renacentistas y los estanques:
- Casa de Su Majestad o Casa del Rey. Se trata del palacio en el que residía el rey Felipe II, alzado sobre la Casa de Osorio de Cáceres, una de las edificaciones primitivas del antiguo poblado de La Fresneda. Comenzó a erigirse en 1563, el mismo año en que se colocó la primera piedra del monasterio de San Lorenzo de El Escorial. Pudo intervenir en su construcción Gaspar de Vega, al menos así se desprende de la existencia de remates escalonados en los hastiales, solución de inspiración germano-flamenca que este maestro pudo haber tomado durante un viaje a Flandes, realizado en años anteriores. En la reforma acometida en el siglo XX, fueron añadidos dos pabellones laterales, una columnata y una terraza a la fachada posterior, con lo que el diseño original quedó fuertemente alterado.

- Casa de las Trazas. Anexa a la Casa de Su Majestad. Según Luis Cervera Vera, la casa de las Trazas fue el gabinete de arquitectura de Juan Bautista de Toledo.

- Casa de los Frailes. Este convento fue construido junto a la torre de Francisco de Avendaño (que ya existía en la desaparecida aldea de La Fresneda), a la que se incorporó en su estructura, dada la solidez de su fábrica de piedra. Está documentada la intervención de Gaspar de Vega. El edificio se distribuye en tres núcleos perpendiculares y presenta un claustro típicamente herreriano.

- Iglesia de San Juan Bautista. Este templo era la iglesia parroquial del poblado de La Fresneda. Su cuerpo central fue demolido en 1569 y su altar mayor y ábside, que fueron conservados, se integraron dentro de una nueva construcción, cuyo trazado fue diseñado por Juan de Herrera. Del retablo de San Juan Bautista, compuesto por 17 tablas[2] y obra de Fernando del Rincón, en 1998 quedaba aún la pintura de la crucifixión y la inscripción de la predela que rezaba "Este retablo mandaron facer los señores del Consejo de esta villa, siendo cura el licenciado Frías, canónigo capiscol de Toledo, año 1514".[3] Se cree que dicho retablo se encuentra actualmente en la finca Les Salines, en Palma de Mallorca. Esta iglesia se conoce también como Ermita de San Juan Bautista.

- Jardines. Los jardines renacentistas de La Granjilla, concebidos como etnobotánicos, reúnen numerosos elementos ornamentales, como fuentes mitológicas, juegos de agua, laberintos vegetales, cenadores de estilo clasicista, islas artificiales, celosías y pasillos de verdor. Destacan las puertas reales, que permitían el acceso a varios caminos reales. Estos jardines fueron calificados de imágenes del paraíso por el monje jerónimo fray José de Sigüenza, a principios del siglo XVII.

- Estanques. Mención especial merecen los cuatro estanques reales (uno de ellos navegable), interconectados por una red de caceras subsidiarias del río Aulencia. Se empezaron a construir en 1566 y son conocidos como La Granjilla I (Estanque de Arriba), La Granjilla II (Estanque de La Isla —Cenador Real—), La Granjilla III (Estanque de Neptuno —Merendero Real—) y La Granjilla IV (Estanque de Abajo). El sistema de canalizaciones parte de la cacera principal, cuyo codo de captura está situado a la altura del Molino Tornero, a unos 500 metros del Molino de Jade (o Molino de Jacometrezo). La llamada máquina del agua alimentaba toda la red hidráulica. El conjunto lo completa La Hijuela, un humedal estacional.

## Cronología de La Granjilla de La Fresneda, El Escorial
| Bien de Interés Cultural, Natural y Simbólico | Comienzo de la construcción | Terminación | Arquitectos y Aparejadores |
| --- | --------------------------- | ----------- | --- |
| Casa Palacio de Su Majestad o Casa del Rey | 1563                        | 1569        | Gaspar de Vega, ¿Juan Bautista de Toledo y Pedro de Tolosa (aparejador)? |
| Huerta y Jardines Reales | 1563                        | 1566        | Fray Marcos de Cardona |
| Casa de los Frailes (Granja de Recreo o Casa de Granjería de la Orden Jerónima)                                                                                   | 1569                        |             | Gaspar de Vega, ¿Juan Bautista de Toledo y Juan de Herrera? |
| Estanques Reales | 1566                        |             | Petre Janson (holandés, experto en la construcción de presas y embalses), Juan Bautista de Toledo, Juan de Herrera y ¿Juanelo Turriano? |
| Torre de Avendaño | Fin del siglo XV            | 1569        | Modificada por Gaspar de Vega y Pedro de Tolosa (aparejador) |
| Iglesia de San Juan Bautista (retablo de ¿Juan de Borgoña?) | Fin del siglo XV            |             | Modificada por Juan de Herrera |
| Peña de Felipe II (Berrocal gigante, mirador del Paisaje Cultural del Real Sitio de El Escorial, homólogo de los miradores del monte Abantos)                     |                             |             | Monumento Geológico (Patrimonio Geológico del Real Sitio de El Escorial) |
| Paredes Reales de Piedra en Seco(separan los diferente cuarteles del recinto de La Granjilla)                                                                     |                             |             | Arqueología Urbana de Piedra en Seco, diseñada por Juan Bautista de Toledo y Juan de Herrera |
| La Cacera (caz subsidiario del Río Aulencia -lo circunvala entre el Molino Tornero y el Prado de la Reina). Alimenta los cuatro Estanques Reales de La Granjilla. |                             |             | La Cacera es el acueducto que suministra agua al complejo sistema de distribución hidráulica de La Granjilla. Ejemplifica la Ingeniería Hdráulica Renacentista introducida en España por Felipe II, Juan Bautista de Toledo y Juanelo Turriano. |
| Puerta de la Calle Olmedada de cuatro filas de olmos que unió La Granjilla con La Villa de El Escorial                                                            |                             |             | Arqueología Urbana. Diseño de Juan Bautista de Toledo y/o Juan de Herrera |
| Vereda del Camino Real de Madrid |                             |             | Una sentencia judicial del Tribunal Superior de Justicia de Madrid establece que la Vereda del Camino Real de Madrid es una Vía Pecuaria obsoleta.                                                                                              |
| Fuente de la Casa de Felipe II | 1563                        | 1569        | Juan Bautista de Toledo |

## Reseñas bibliográficas
- ETS Caminos. UPM. Francisco José Peluz Cuesta, Javier Torrico Liz, Alberto Acedos González, Carlos Augusto Contreras Martín, Sara Cardona Piñeiro, Puente Nuevo de Galapagar sobre el río Guadarrama
- ETS Caminos. UPM. Antonio Pinel Mañas, María Concepción Martín Robles, Arqueología industrial y preindustrial en El Escorial
- ETS Caminos. UPM. José Ramón Sánchez Magro, Emilio García Castellanos, Mariano Gómez Munguia, Javier Martín-Roldan Pérez, Los caminos de la Corte
- ETS Caminos. UPM. José Antón Segura Sánchez, Agustín Sánchez Guisado, Rubén Cera Galache, Carlos Pastor Álvarez, Puente del Herreño
- ETS Caminos. UPM. Margarita Torres Rodríguez, Fernando Díez Rubio, Caminos de Madrid a El Escorial en la época de Felipe II y puentes singulares
- Rosario Aguadero Fernández, Juan Ignacio Contreras Garrido, José Ramos Mansilla Ramos, Jesús Sánchez Pulpoi, La Granjilla, embalses y canales
- ETS Caminos. UPM. Hernán Reino García, La estación de ferrocarril de El Escorial
- ETS Caminos. UPM. Francisco José Martín Carrasco, Gabriel I. Cuena López, J. Pedro Mora Fernández, Vázquez Orellana Rodrigo, Canal de El Escorial, sistema de abastecimiento de agua al Monasterio de El Escorial
- ETS Caminos. UPM. Carlos Nera Alvear, Juan C. López Verdejo, Francisco Javier Sánchez Caro, José María Pérez Pozuelo, El Molino Caído de El Escorial
- Carmen Añón Feliu, Jardín y naturaleza en el reinado de Felipe II
- Sociedad Estatal para la Conmemoración de los Centenarios de Felipe II y Carlos V, Felipe II, el rey íntimo
- Luis Cervera Vera, El Conjunto monacal y cortesano de la Fresneda en El Escorial"
- Luis Cervera Vera, La Fresneda. Un lugar de Felipe II en el entorno de El Escorial"